# Ваља Точи (Прахова)
Ваља Точи (рум. Valea Tocii) насеље је у Румунији у округу Прахова у општини Черашу. Oпштина се налази на надморској висини од 571 m.

## Становништво
Према подацима из 2002. године у насељу је живело 358 становника, од којих су сви румунске националности.